# 叱列伏龜
叱列伏龜（？—551年），字摩頭陀，高車族，代郡西部人，南北朝北魏、東魏及西魏大將、官員。

## 生平
叱列伏龜身材魁梧，容貌不俗，頗有武藝，且言行雅正。其家族世代為部落大人，北魏初年入附，世代为第一領民酋長，五世後到他襲位領民酋長。
魏孝明帝正光五年（524年），廣陽王元淵北征，以叱列伏龜為甯朔將軍，委託軍幕兵事，不久後擔任善無郡守。孝昌三年（527年），他獲任命為別將，跟隨長孫稚西征，並以戰功遷任征西將軍、金紫光祿大夫。回到洛陽後，叱列伏龜得高歡寵任，加授大都督。537年沙苑之役東魏被西魏打敗，他投降西魏，宇文泰因為他是豪門之後就解去他的捆縛，以禮相待，為他娶了邵惠公宇文颢的女兒。大統四年（538年），朝廷封叱列伏龜為長樂縣公，食邑一千戶；自此，他經常陪同宇文泰征討，屢次立下戰功。大統八年（542年），出任北雍州刺史，加封大都督，又進授車騎大將軍、儀同三司、散騎常侍。到大統十四年（548年），魏文帝拜叱列伏龜為侍中，加驃騎大將軍、開府儀同三司，除授恆州刺史，並增食邑通前一千四百戶，至大統十七年（551年）去世，兒子叱列伏椿嗣爵。

## 姓氏
《周书·姚僧垣传》记载“大将军永世公叱伏列椿苦利积时，而不废朝谒。”山东大学历史系主任王仲荦教授据此指出，《北史》也作叱伏列椿，王仲荦认为叱列伏龟传之讹，叱列伏椿即叱列伏龟之子。叱伏列氏也是叱列氏的异译，经过后人倒植，遂讹为叱列伏。

## 延伸阅读
[在维基数据编辑]
 《周書/卷20》，出自令狐德棻《周書》
 《北史·卷061》，出自李延壽《北史》